# پاول هاروی
پاول هاروی (انگلیسی: Paul H. Harvey؛ زادهٔ ۱۹ ژانویهٔ ۱۹۴۷) دانشمند در زمینه زیست‌شناسی تکاملی اهل بریتانیا است. وی استاد جانورشناسی است و از سال ۱۹۹۸ تا ۲۰۱۱ رئیس گروه جانورشناسی در دانشگاه آکسفورد و دبیر انجمن جانورشناسی جانوران لندن از سال ۲۰۰۰ تا ۲۰۱۱ بوده‌است.
وی همچنین برندهٔ جوایزی همچون همکار انجمن سلطنتی شده‌است.

## تحصیلات
هاروی در دانشگاه یورک تحصیل کرد و در آنجا لیسانس علوم و دکترای فلسفه دریافت کرد.